# National Junior College Athletic Association
National Junior College Athletic Association (NJCAA) – organizacja zrzeszająca ponad 500 instytucji, zajmująca się organizacją zawodów sportowych tak zwanych junior colleges w Stanach Zjednoczonych. Jej siedziba znajduje się w Colorado Springs, w stanie Kolorado. Założona została w 1938 roku.
Reguluje rozgrywki ligowe na szczeblu uniwersyteckim w m.in. takich sportach, jak: koszykówka, college football, hokej na lodzie, baseball, softball, piłka nożna, tenis, zapasy, lekkoatletyka i pływanie.